# Kvinna & man
Kvinna & man utkom den 23 februari 2005 och är ett studioalbum av Lotta Engberg, där hon tillsammans med Jarl Carlsson sjunger kärlekssånger. Det sista spåret på albumet, "Nära livets mening", spelade hon in i Prag i Tjeckien 2003 tillsammans med symfoniorkestern; Czech National Symphony Orchestra, i samband med att hon fyllde 40 år. Albumet är producerat och arrangerat av Leif Ottbrand och Patrik Ehlersson.

## Låtlista
| Nr  | Titel                            | Låtskrivare                                   | Längd | Sång         |
| --- | -------------------------------- | --------------------------------------------- | ----- | ------------ |
| 1.  | "Kvinna & man"                   | Jarl Carlsson, Lars Granath                   | 3:36  | Lotta & Jarl |
| 2.  | "När kyrkklockor ringa"          | Patrik Alm, Martha Johansson                  | 3:15  | Lotta        |
| 3.  | "I folkviseton"                  | Nils Ferlin, Torgny Björk                     | 2:36  | Lotta & Jarl |
| 4.  | "Aldrig ska jag sluta älska dig" | Jesper Leisner, Jonas Gardell                 | 3:07  | Lotta        |
| 5.  | "För kärlekens skull"            | Ted Gärdestad, Kenneth Gärdestad              | 4:02  | Lotta        |
| 6.  | "Bara du"                        | Johan Landqvist, Lars Kronér                  | 4:13  | Jarl         |
| 7.  | "Där björkarna susa"             | Oskar Merikanto, Karl Sund                    | 2:27  | Lotta & Jarl |
| 8.  | "Barfotavals"                    | Lennart Carlberg                              | 3:27  | Jarl         |
| 9.  | "I dag" ("I Swear")              | Frank Myers, Gary Baker, Anica Olson          | 4:21  | Lotta & Jarl |
| 10. | "Ett liv för mig"                | Anders Enderoth                               | 3:22  | Lotta        |
| 11. | "Sida vid sida"                  | Jarl Carlsson, Lars Granath                   | 3:03  | Jarl         |
| 12. | "Det vackraste"                  | Peter Grönvall, Nanne Grönvall, Maria Rådsten | 3:23  | Lotta        |
| 13. | "Vår sång"                       | Jarl Carlsson, Lars Granath                   | 3:52  | Lotta & Jarl |
| 14. | "Ett litet ord"                  | Jarl Carlsson, Lars Granath                   | 3:04  | Jarl         |
| 15. | "Älska mig för den jag är"       | Benny Andersson, Marie Nilsson                | 4:24  | Lotta        |
| 16. | "Nära livets mening"             | Mikael Wendt, Mikael Wendt                    | 3:48  | Lotta        |

## Medverkande musiker
- Stråkarrangemang: Anders Lundqvist (5, 7, 15), Martin Schaub (3, 6, 8, 11)
- Körarrangemang: Lotta Engberg, Per Strandberg
- Sång: Lotta Engberg, Jarl Carlsson
- Trummor och percussion: Per Lindvall
- Bas: Tobias Gabrielsson
- Flygel och orgel: Peter Ljung
- Keyboards: Leif Ottebrand
- Gitarr: Mats Johansson, Per Strandberg (10), Henric Cederblom (11)
- Saxofon, flöjt och oboe: Wojtek Goral
- Kör: Lotta Engberg, Per Strandberg, Magnus Bäcklund, Amanda & Malin Engberg
- Stråk: (5, 7, 15) Åsa Stove Paulsson, Emilia Erlandsson, Susanne Magnusson
- Anders Andersson: Håkan Westlund, Amanda Sjönemo, Peter Gardemar
- Stråk: (3, 6, 8, 11) Elin Stjärna, Tarik Lindström, Mats Lindberg, Thomas Lindström
- Synthprogrammering: Per Strandberg (12)
- Czech National Symphony Orchestra (16)
- Trumpet: Magnus Johansson (2, 7)